# Campeonato de España de Ciclismo en Ruta 1951
El L Campeonato de España de Ciclismo en Ruta fue una competición que se disputó en tres fechas diferentes, coincidiendo con el 50 aniversario de la competición.    

## Carreras
Las carreras que formaron parte del Campeonato fueron las siguientes:
- 13 de mayoː Trofeo Masferrer (Barcelona)
- 24 de mayoː III Gran Premio de Zamora (Zamora), de 207 kilómetros.
- 3 de junioː Vuelta a los Puertos (Madrid), de 183 kilómetros.

El ganador fue el corredor Bernardo Ruiz que se impuso en dos de las tres carreras de las que constaba el circuito. El mallorquín Andrés Trobat y el madrileño Victorio García completaron el podio.

### Trofeo Masferrer
| Pos. | Ciclista                | Equipo | Tiempo    |
| ---- | ----------------------- | ------ | --------- |
| 1.   | Manuel Rodríguez Barros | -      | 6h 13'33" |
| 2.   | Miguel Poblet           | -      | a 4'44"   |
| 3.   | Bernardo Ruiz           | -      | m.t.      |
| 4.   | Antonio Gelabert        | -      | m.t.      |
| 5.   | Dalmacio Langarica      | -      | m.t.      |
| 6.   | Emilio Rodríguez Barros | -      | a 8'08"   |
| 7.   | Andrés Trobat           | -      | m.t.      |
| 8.   | José Serra              | -      | m.t.      |
| 9.   | Víctor Ruiz             | -      | m.t.      |
| 10.  | Gabriel Saura           | -      | m.t.      |

### III Gran Premio de Zamora
| Pos. | Ciclista           | Equipo | Tiempo    |
| ---- | ------------------ | ------ | --------- |
| 1.   | Bernardo Ruiz      | -      | 6h 17'03" |
| 2.   | Andrés Trobat      | -      | m.t.      |
| 3.   | Juan Bibiloni      | -      | m.t.      |
| 4.   | Miguel Poblet      | -      | a 30'58"  |
| 5.   | Dalmacio Langarica | -      | m.t.      |
| 6.   | Miguel Gual        | -      | m.t.      |
| 7.   | Miguel Bover       | -      | m.t.      |
| 8.   | Senén Mesa         | -      | m.t.      |
| 9.   | Víctor Ruiz        | -      | m.t.      |
| 10.  | Santiago Fernández | -      | m.t.      |

### Vuelta a los Puertos
| Pos. | Ciclista                | Equipo | Tiempo    |
| ---- | ----------------------- | ------ | --------- |
| 1.   | Bernardo Ruiz           | -      | 5h 18'39" |
| 2.   | Antonio Gelabert        | -      | m.t.      |
| 3.   | Manuel Rodríguez Barros | -      | m.t.      |
| 4.   | Víctor Ruiz             | -      | m.t.      |
| 5.   | Miguel Gual             | -      | m.t.      |
| 6.   | Dalmacio Langarica      | -      | m.t.      |
| 7.   | Juan Bibiloni           | -      | m.t.      |
| 8.   | Emilio Rodríguez Barros | -      | m.t.      |
| 9.   | Andrés Trobat           | -      | m.t.      |
| 10.  | Senén Blanco            | -      | m.t.      |

## Clasificación final
| Pos. | Ciclista                | Equipo | Puntos     |
| ---- | ----------------------- | ------ | ---------- |
| 1.   | Bernardo Ruiz           | -      | 43 puntos" |
| 2.   | Dalmacio Langarica      | -      | 32         |
| 3.   | Manuel Rodríguez Barros | -      | 31         |
| 4.   | Antonio Gelabert        | -      | 29         |
| 5.   | Andrés Trobat           | -      | 28         |
| 6.   | Miguel Poblet           | -      | 26         |
| 7.   | Miguel Gual             | -      | 22         |
| 8.   | Juan Bibiloni           | -      | 22         |
| 9.   | Emilio Rodríguez Barros | -      | 21         |
| 10.  | Víctor Ruiz             | -      | 21         |